# Campionati del mondo di atletica leggera indoor 2010 - Salto con l'asta femminile
La gara del salto con l'asta femminile dei campionati del mondo di atletica leggera indoor 2010 si è svolta il 12 e 14 marzo.

## Podio
| Pos.    | Atleta             | Nazionalità | Misura |
| ------- | ------------------ | ----------- | ------ |
| Oro     | Fabiana Murer      | Brasile     | 4,80 m |
| Argento | Svetlana Feofanova | Russia      | 4,80 m |
| Bronzo  | Anna Rogowska      | Polonia     | 4,70 m |

## Situazione pre-gara

### Record
Prima di questa competizione, il record del mondo e il record dei campionati erano i seguenti.
| Record                | Prestazione | Atleta                 | Data e luogo                      | Competizione                     |
| --------------------- | ----------- | ---------------------- | --------------------------------- | -------------------------------- |
| Record mondiale       | 5,00 m      | Elena Isinbaeva Russia | 15 febbraio 2009 Donec'k, Ucraina |                                  |
| Record dei campionati | 4,86 m      | Elena Isinbaeva Russia | 7 marzo 2004 Budapest, Ungheria   | Campionati del mondo indoor 2004 |

### Campioni in carica
I campioni in carica a livello mondiale erano:
| Campione        | Atleta                  | Prestazione | Data e luogo                     | Competizione                     |
| --------------- | ----------------------- | ----------- | -------------------------------- | -------------------------------- |
| Olimpico        | Elena Isinbaeva Russia  | 5,05 m(o)   | 18 agosto 2008 Pechino, Cina     | Giochi della XXXII Olimpiade     |
| Mondiale        | Anna Rogowska Polonia   | 4,75 m(o)   | 17 agosto 2009 Berlino, Germania | Campionati del mondo 2009        |
| Mondiale indoor | Yelena Isinbaeva Russia | 4,75 m      | 9 marzo 2008 Valencia, Spagna    | Campionati del mondo indoor 2008 |

### La stagione
Prima di questa gara, gli atleti con le migliori tre prestazioni dell'anno erano:
| Pos. | Atleta                    | Prestazione | Data e luogo                               |
| ---- | ------------------------- | ----------- | ------------------------------------------ |
| 1    | Julija Golubčikova Russia | 4,75 m      | 13 febbraio 2008 Atene, Grecia             |
| 2    | Carolin Hingst Germania   | 4,65 m      | 13 febbraio 2008 Atene, Grecia             |
| 3    | Lacy Janson Stati Uniti   | 4,65 m      | 16 febbraio 2024 Fayetteville, Stati Uniti |

## Risultati

### Qualificazione
Qualificazione: gli atleti che raggiungono i 4,60 m (Q) o le migliori 12 misure (q). Le qualificazioni si sono svolte il 13 agosto.
| Pos | Atleta                 | Nazionalità   | 4,20 | 4,35 | 4,45 | 4,55 | Risultato | Note                                     |
| --- | ---------------------- | ------------- | ---- | ---- | ---- | ---- | --------- | ---------------------------------------- |
| 1   | Yelena Isinbayeva      | Russia        | -    | -    | -    | xxo  | 4,55      | q                                        |
| 2   | Fabiana Murer          | Brasile       | -    | -    | o    |      | 4,45      | q                                        |
| 2   | Nikoléta Kiriakopoúlou | Grecia        | o    | o    | o    |      | 4,45      | q                                        |
| 2   | Svetlana Feofanova     | Russia        | -    | -    | o    |      | 4,45      | q                                        |
| 5   | Kelsie Hendry          | Canada        | -    | o    | xo   |      | 4,45      | q                                        |
| 5   | Anna Rogowska          | Polonia       | -    | -    | xo   |      | 4,45      | q                                        |
| 7   | Jiřina Ptáčníková      | Rep. Ceca     | o    | o    | xxo  | -    | 4,45      | q                                        |
| 8   | Kristina Gadschiew     | Germania      | o    | o    | xxx  |      | 4,35      | q                                        |
| 9   | Kate Dennison          | Gran Bretagna | xo   | o    | xxx  |      | 4,35      |                                          |
| 9   | Elena Scarpellini      | Italia        | xo   | o    | xxx  |      | 4,35      |                                          |
| 11  | Afrodíti Skafída       | Grecia        | o    | xxo  | xxx  |      | 4,35      |                                          |
| 11  | Chelsea Johnson        | Stati Uniti   | -    | xxo  | xxx  |      | 4,35      |                                          |
| 13  | Marianna Zachariadi    | Cipro         | xxo  | xxo  | xxx  |      | 4,35      | Miglior prestazione personale stagionale |
| 14  | Li Caixia              | Cina          | o    | xxx  |      |      | 4,20      | Miglior prestazione personale stagionale |
| 15  | Pavla Rybová           | Rep. Ceca     | xo   | xxx  |      |      | 4,20      |                                          |
| 16  | Li Ling                | Cina          | xxo  | xxx  |      |      | 4,20      |                                          |
|     | Carolin Hingst         | Germania      | -    | -    | xxx  |      | nm        |                                          |
|     | Lacy Janson            | Stati Uniti   | -    | xxx  |      |      | nm        |                                          |

### Finale
| Pos     | Atleta                 | Nazionalità | 4,30 | 4,40 | 4,50 | 4,60 | 4,65 | 4,70 | 4,75 | 4,80 | 4,85 | Risultato | Note                                     |
| ------- | ---------------------- | ----------- | ---- | ---- | ---- | ---- | ---- | ---- | ---- | ---- | ---- | --------- | ---------------------------------------- |
| Oro     | Fabiana Murer          | Brasile     | -    | -    | o    | o    | -    | o    | xxo  | o    | xxx  | 4,80      |                                          |
| Argento | Svetlana Feofanova     | Russia      | -    | o    | -    | o    | -    | o    | -    | xo   | xxx  | 4,80      | Miglior prestazione personale stagionale |
| Bronzo  | Anna Rogowska          | Polonia     | -    | o    | -    | xxo  | -    | xo   | xxx  |      |      | 4,70      |                                          |
| 4       | Yelena Isinbayeva      | Russia      | -    | -    | -    | o    | -    | -    | xxx  |      |      | 4,60      |                                          |
| 5       | Jiřina Ptáčníková      | Rep. Ceca   | o    | o    | o    | xo   | xxx  |      |      |      |      | 4,60      | Miglior prestazione personale            |
| 6       | Kelsie Hendry          | Canada      | -    | xxo  | xo   | xxx  |      |      |      |      |      | 4,50      |                                          |
| 7       | Kristina Gadschiew     | Germania    | o    | o    | xxx  |      |      |      |      |      |      | 4,40      |                                          |
|         | Nikoléta Kiriakopoúlou | Grecia      | xxx  |      |      |      |      |      |      |      |      | nm        |                                          |